# Емелькино (Самарская область)
Емелькино (чув. Емелькке)— село в Шенталинском районе Самарской области в составе сельского поселения Канаш.

## География
Находится на расстоянии примерно 14 километров по прямой на север-северо-запад от районного центра станции Шентала.

## История
Основано чувашами в 1750-е годы переселенцами из Симбирского и Ставропольского уездов.

## Население
Постоянное население составляло 118 человек (чуваши 97%) в 2002 году, 90 человек в 2010 году. До XIX вв. население придерживалось традиционных чувашских верований.